# 소시지 사건

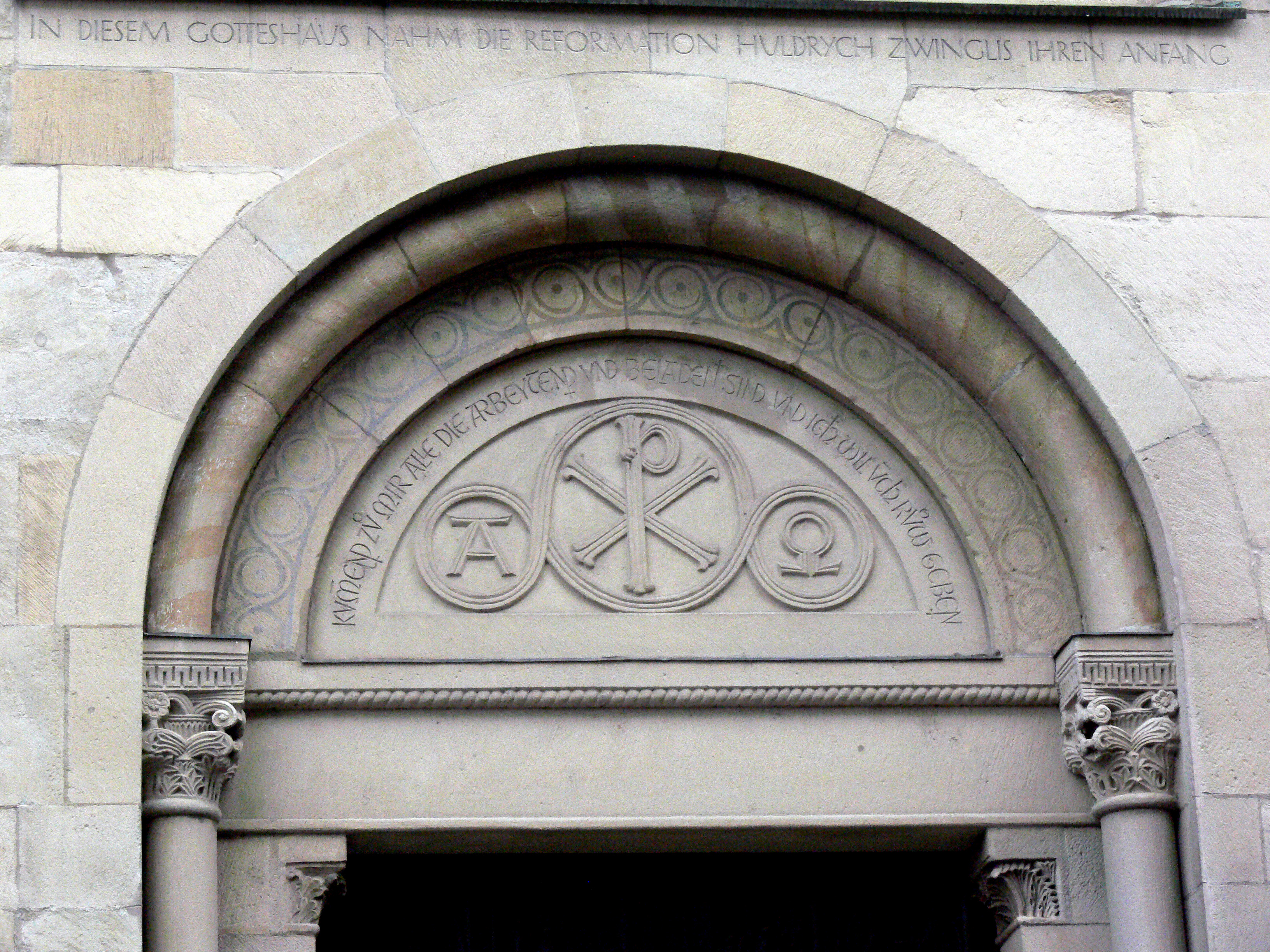
구호 위에 호텔에 취리히,읽기:"이 하나님의 집, Huldrych 쯔빙글리'종교개혁을 시작했다."

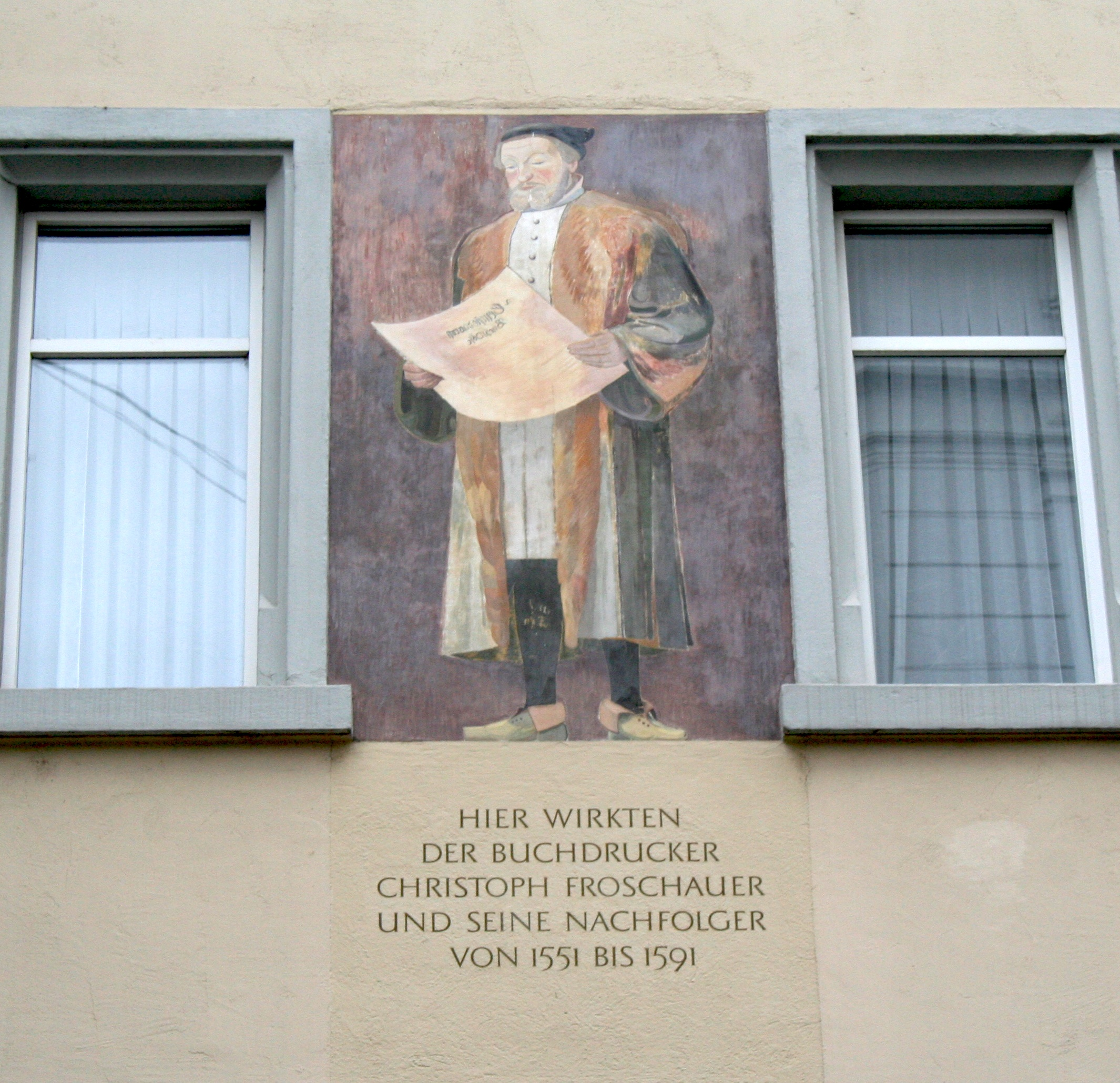
크리스토퍼 프로샤우어

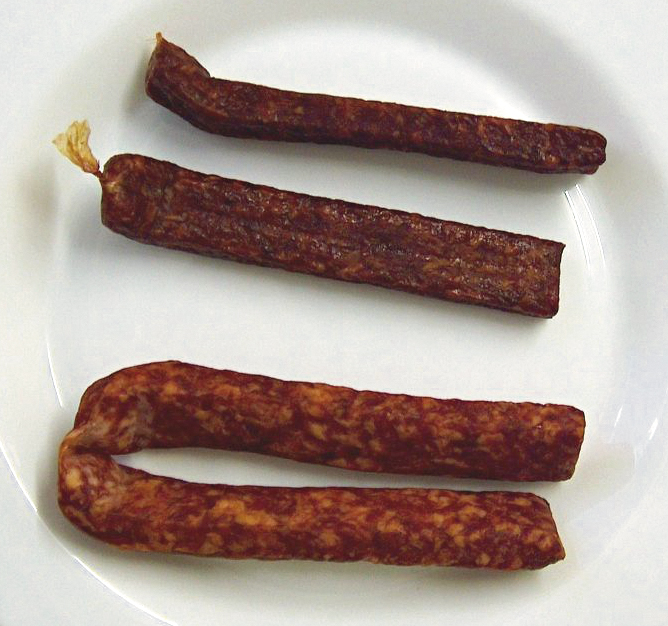
훈제 소시지

소시지 사건 (Affair of the Sausages, 1522)는 사순절에 소시지를 먹은 일로 취리히 종교개혁의 도화선이된 사건이다. 스위스 취리히 그로스뮌스터의 목회자 울리히 츠빙글리의 동료들이 사순절 금식기간 동안에는 소시지를 먹지 못하는 로마 카톨릭 교회의 법을 어기고  1525년 취리히 성경을 출판한 유명한 출판업자 크리스토퍼 프로샤우어(Christoph Froschauer)를 비롯한 몇몇 사람들이 모여 소시지를 먹었다. 이는 당시 사순절 육식금지 전통을 깬다는 의미였다.
로마교회 측에서는 사순절의 금식 규례를 어긴 자들을 처벌해야 한다고 주장하였지만, 루터의 오직 성경의 원리에 근거하여 츠빙글리는 사순절에 육식을 금하는 것은 아무런 성서적 근거가 없으며 하나님이 주신 음식은 무엇이나 먹을 자유가 있다고 주장했다.
루터의 종교 개혁이 면죄부에 대한 신학적인 반대에서 시작되었다면 츠빙글리의 취리히 종교개혁은 사순절에 육식을 할 수 있는가 하는 실제적인 문제에서 출발됐다. 이것이 도화선이 되어 1523년 1월과 10월에 로마가톨릭과 프로테스탄트 진영 사이에 공개 논쟁이 벌어졌다. 모든 사람에게 그리스도교의 참된 신앙을 설명하고 옹호할 좋은 기회라고 판단한 츠빙글리는 라틴어가 아닌 일상어인 독일어로 자신의 주장을 67개 조항으로 정리해 해설까지 덧붙여 출판했다. 67개 조항은 교회적인 조치뿐만 아니라 사회적인 모든 개혁 프로그램을 포괄하고 있어서 츠빙글리의 종교개혁이 전면적이고 포괄적이었다는 사실을 보여준다. 결국 시의회는 츠빙글리의 손을 들어줬고, 이로써 취리히는 스위스 종교개혁 운동의 중심도시가 됐다.  

## 같이 보기
- 취리히 종교개혁
- 울리히 츠빙글리의 신학
- 스위스 종교개혁